# Thomas Cauwenberghs
Thomas Cauwenberghs, né le 22 novembre 1985 à Liège, est un handballeur belge. International belge, il évoluait au poste d'ailier droit et finit sa carrière au Sélestat Alsace handball.
Il est l'actuel entraîneur du HC Visé BM.

## Carrière de joueur
Thomas Cauwenberghs a commencé le handball dès l’âge de 6 ans au Royal Olympic Club Flémalle en Belgique. En 1998, Thomas partit de Flémalle et rejoint le HC 200 Ans avec lequel il réussit un premier exploit puisqu'avec l'équipe minime, Thomas est champion LFH. À 17 ans, il passe dans l'équipe première du Handball Villers 59 grâce à l'initiative de Pierre Chapaux coach à l'époque de Villers mais revient au ROC Flémalle en 2004 et débute ses premières expériences en division 1 Belge. En septembre 2007, Thomas rejoint le United HC Tongeren avec qui il a remporté 2 titres de champion de Belgique ainsi que 2 coupes de Belgique. En 2010, il rejoint le club d'Initia HC Hasselt avec qui il remporta le titre de champion de Belgique en 2011 et la coupe de Belgique en 2012.
La rencontre avec l'entraineur de l'équipe de Belgique masculine de handball, Yerime Sylla fut un tournant dans la carrière de Thomas. Il quitte son métier de commercial dans le secteur pharmaceutique et s'engage pour la première fois de sa carrière comme joueur professionnel avec le club d'Angers-Noyant HBC en juillet 2012, club évoluant en Pro D2 Française. Il eut l'honneur de rencontrer lors de 1/8e de finale de coupe de France le Paris Saint-Germain Handball.
En juin 2013, Thomas fut transféré au Mulhouse Handball Sud Alsace. L'objectif affiché par le club est d'accèder à la Ligue nationale de handball. Le club termine cinquième de la phase classique et s'incline en demi finale des play-offs contre Istres.
En mai 2014, Il s'engage avec le club mythique du Val-de-Marne, L'Union sportive d'Ivry handball. Le club connaît sa première descente après plus de 50 ans dans l'élite. Il rejoint le club avec, entre autres, Ivan Stanković l'arrière droit international Serbe et Rastko Stefanovič comme nouvel entraineur de l'USI. Dans cette équipe, il évolue avec des joueurs qui ont une grande expérience du handball français mais aussi international comme François-Xavier Chapon ou encore Sebastian Simonet l'international Argentin. L'objectif fixé par le club et de rejoindre la LNH pour la saison 2015-2016.
Après une saison exceptionnelle avec seulement une seule défaite en 24 rencontres, Thomas décroche le titre de champion de France de ProD2 et fini meilleur buteur de son équipe avec 97 buts sur l'ensemble de la saison. Il est ainsi le deuxième Belge après Bram Dewit à rejoindre la LNH. En janvier 2015, il signe un nouveau contrat de 2 saisons avec le club rouge et noir.
En 2017, Thomas quitte Ivry et retrouve l'Alsace où il signe un contrat de deux ans en faveur du Sélestat Alsace handball, évoluant en Proligue. En cours de saison, il signe un nouveau contrat d'une saison supplémentaire qui le lie au club alsacien jusqu'en juin 2020. Au début de la saison 2019-2020, Thomas annonce que cette saison sera sa dernière en tant que joueur professionnel. À la suite de la crise du COVID-19, Thomas dispute le dernière match de sa carrière le 11 mars 2020 à Nice. Après avoir reçu une proposition pour continuer sa carrière en région parisienne, Thomas refusa l'offre et dira : « Je ne souhaite pas faire la/les saisons de trop. Je ne veux pas que ce soit une blessure, un entraîneur ou un club qui décide de ma fin de carrière. Je souhaitais m'arrêter au haut niveau, c'est très bien comme cela ! »
Concernant son parcours en sélection nationale, Thomas Cauwenberghs est sélectionné pour la première fois en juin 2006 pour une double confrontation face à l'Autriche. Il eut l'occasion de jouer quelques-unes des plus grandes équipes d'Europe (France, Suède, Norvège, Islande, République tchèque) durant sa carrière internationale. Il met un terme à sa carrière internationale en Janvier 2018 face aux Pays-Bas à Sittard. Il totalise 73 sélections en équipe nationale belge.

## Carrière d'entraîneur
En parallèle à sa carrière de joueur, Thomas Cauwenberghs a commencé sa formation d'entraîneur avec la fédération française de handball en janvier 2017. Il décroche son DEJEPS en 2018 avec l'ancien international français Yoann Ploquin. Il intègre la formation du titre 6 "entraineur à finalité entraineur du secteur professionnel" en juin 2019. Il réalise cette formation avec de anciens internationaux comme Alberto Entrerríos, Remi Calvel, Bastien Cismondo et Guillaume Saurina.
En juillet 2020, il s'engage comme entraîneur-adjoint avec le club belge du HC Visé BM qui évolue en BeNeLeague. Le club décroche son premier titre de champion de Belgique face à Bocholt en mai 2022. Thomas Cauwenberghs prend la succession de Korneel Douven et passe entraineur principal du HC Visé en juillet 2022. Il est assisté de son ancien entraîneur, Thierry Herbillon. En s'engageant avec le club comme entraîneur, celui-ci dira à l'ensemble du comité : Donnez-moi 3 ans !
En janvier 2024, Visé écarte Bocholt en 1/2 finale de Coupe de Belgique. Annoncé comme favori par les observateurs, le HC Visé BM tiendra son rang et parvient à remporter sa toute première Coupe de Belgique à Hasselt dans une salle comble face au KTSV Eupen 1889 sur le score de 30-34. Il décroche son premier trophée comme entraîneur principal 12 ans après sa dernière Coupe de Belgique obtenu avec l'Initia Hasselt comme joueur.
Après une saison en Beneleague très aboutie, l'équipe termine à une très belle deuxième place de la compétition régulière. Elle dispute sa demi finale (Aller-Retour) face aux très expérimentés Limburg Lions. Après une défaite sur le plus petit écart au match aller (26-25) à Sittard, l'équipe renverse la situation et s'impose dans un Hall Omnisports de Visé en ébullition au match retour sur le score de 30-28.
15 jours plus tard et une semaine après sa victoire en Coupe de Belgique, Le HC Visé BM se déplace à Bocholt pour y disputer la deuxième finale de son histoire en Beneleague. Dans une finale à haute intensité, l'équipe s'impose lors de la finale du Final4 de la BeNe League à la dernière seconde face au Handbal Sezoens Achilles Bocholt sur le score de 24-25. L'équipe glane son premier titre dans la compétition belgo-hollandaise, réalise son premier doublé et devient par la même occasion la première équipe francophone à s'imposer dans cette League. Thomas est le second entraîneur francophone à remporter la Beneleague depuis Jean-Luc Grandjean avec l'Initia Hasselt.
La saison 2024-2025 est dans la même continuité que la précédente, l'équipe s'affiche comme l'une des plus compétitives du championnat Belgo-Neerlandais.
En janvier 2025, il annonce son départ pour le club d'Istres Provence Handball à l'issue de la saison. Le parcours de l'équipe Visétoise en coupe de Belgique s'arrête en 1/2 finale face au Handbal Sezoens Achilles Bocholt, futur vainqueur de la compétition.
Quelques semaines plus tard, l'équipe se qualifie pour un nouveau Final4 de la Super Handball League. Il y rencontre le club hollandais du HV Aalsmeer en 1/2 finale qu'ils écarteront avant de rejouer une nouvelle finale identique à la saison dernière. Dans un match de haute intensité, le club de Basse-Meuse s'inclinera face à son rival Limbourgeois.
En juin 2025, l'équipe se qualifié pour la finale des Playoffs qu'ils disputeront face au Sporting Pelt. Après s'être imposé sur le score de 24-25 à domicile dans le match 1, l'équipe s'impose une nouvelle fois à Pelt dans le match 2 sur le score de 24-26. 
Après seulement 3 années comme entraîneur principal, il quitte le HC Visé BM en ayant remporté tous les trophées majeurs.

## Palmarès comme joueur
- Vainqueur du Championnat de Belgique (3) : 2009, 2010, 2011
- Vainqueur de la Coupe de Belgique (3) : 2008, 2009, 2012
- Vainqueur du Championnat de France de D2 (1) : 2015
  - Finaliste des play-offs en 2018
- Finaliste du Challenge Marrane (3) : 2014, 2015, 2016
- Meilleur joueur de Proligue du mois de décembre 2017

## Palmarès comme entraîneur
- Vainqueur du Championnat de Belgique (2) : 2022, 2025
- Vainqueur de la Coupe de Belgique (1) : 2024
- Vainqueur de la BeNeLeague (1) : 2024